# Nicolás Garai el joven

Emblema de la Orden del Dragón, de la cual Nicolás Garai fue miembro fundador.

Nicolás Garai el joven (en húngaro: ifj. Garai Miklós) (c. 1367-31 de diciembre de 1433) aristócrata húngaro del siglo xv, gobernador de la región de Croacia-Eslavonia (1394-1402), nádor de Hungría (1402-1433).

## Orígenes
Nicolás Garai nació en el seno de una de las familias húngaras más influyentes del siglo xv, como hijo de Nicolás Garai. En 1386 su padre fue asesinado por haber estado involucrado en la muerte del rey Carlos II de Hungría, habiendo apoyado a la reina viuda Isabel de Bosnia y a su pequeña hija la reina María I de Hungría. El rey Luis I de Hungría había fallecido dejando como heredera a María y a su prometido Segismundo de Luxemburgo. Sin embargo, Carlos III de Nápoles fue llamado a ocupar el trono vacante, pues estaba emparentado con el difunto rey, y se había criado en suelo húngaro. La reina viuda Isabel y Nicolás Garai planearon el asesinato de Carlos (entronizado en Carlos II de Hungría), y al poco tiempo estalló una revuelta en su contra en la cual Nicolás Garai fue asesinado.

## Cercanía al soberano y avatares en la frontera meridional

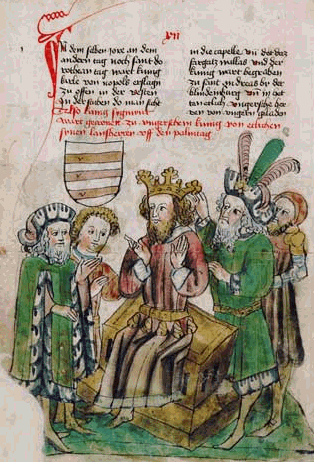
Coronación de Segismundo de Luxemburgo, al que Garai estuvo estrechamente ligado.

Luego de escapar de la matanza de los Garai, Nicolás Garai el joven se unió a las fuerzas de Segismundo de Luxemburgo de dieciocho años, y obtuvo méritos en los territorios del sur de Hungría. En 1387 Segismundo fue coronado rey de Hungría por derechos maritales obtenidos gracias a su matrimonio con María de Hungría. Pasando a ser una persona cercana al nuevo rey húngaro, se lo nombró gobernador de Moesia, cargo que ocupó hasta 1390; en 1388 se convirtió en ispán de la provincia de Verőce, y el mismo año derrotó al ejército de Juan Horvat en la región de Sirmia. En 1390 se vio forzado a ceder su cargo temporalmente a la familia Losonci, pues no consiguió consolidar su poder en las fronteras del sur del reino.

## Campañas en los Balcanes orientales
En 1392 nuevamente volvió a aparecer en la palestra política. Tomó parte de la campaña militar en Valaquia, donde en 1395 cubrió la retirada del rey Segismundo junto con Pedro Perényi, e igualmente participó en 1396 en la batalla de Nicópolis, que concluyó con la derrota de los ejércitos cristianos unidos frente a las fuerzas turcas.

## Intrigas nobiliarias y alianza con el soberano
Siendo uno de los partidarios más acérrimos del rey, violando su palabra, Nicolás Garai junto a Armando II de Celje, el 27 de febrero de 1397 asesinaron a los dos hermanos Lackfi que habían atentado contra Segismundo. En ese mismo año fue nombrado por el rey gobernador de la región de Croacia-Eslavonia.
En 1401 no se opuso directamente cuando una fracción de la nobleza arrestó a Segismundo, incluso se piensa que tomó parte de la confabulación. Sin embargo, luego de negociar, entregó a su propio hermano menor y a su hijo Ladislao Garai como rehenes para conseguir que el rey fuese llevado al castillo de Siklós, donde él mismo lo custodió. Al poco tiempo, se formó la Liga de Siklós, acuerdo entre Segismundo y Garai por el que se le aseguraba al rey la Corona húngara y a Nicolás, un enorme poder en el reino. El rey fue liberado y decretó la amnistía de todos los nobles que se habían rebelado contra él.
El 17 de octubre de 1407, se ofició una asamblea nacional con el consentimiento del papa, en la que Nicolás Garai fue elegido nádor de Hungría,  el cargo de mayor poder e influencia después del rey. Segismundo disolvió su compromiso matrimonial con la duquesa Margarita de Brieg, visitó después a uno de sus leales aristócratas, Armando II de Celje y estableció con él un compromiso de matrimonio para tomar como esposa a su pequeña hija de nueve años Bárbara de Celje. Por otra parte, Nicolás Garai tomó por esposa a Ana de Celje, la hermana de Bárbara y el hijo mayor de Armando de Celje desposó a Isabel de Frangepán. La Liga de Siklós se reforzó más aún con estos matrimonios, al quedar todas estas familias emparentadas con el rey húngaro. De su matrimonio con Ana de Celje, nacieron varios hijos, entre ellos Ladislao Garai y Juan Garai.

## Actividad diplomática y muerte

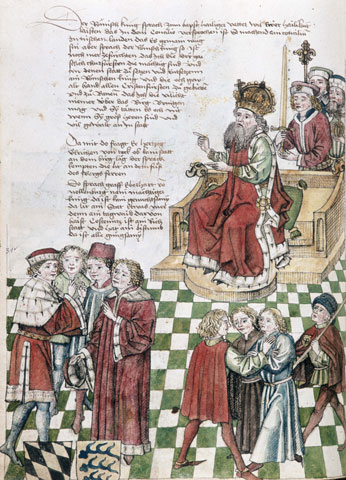
Representación del concilio de Constanza, en el que participó Garai.

Nicolás Garai fue uno de los miembros fundadores de la Orden del Dragón. Segismundo estableció dicha orden reuniendo a sus veinticuatro nobles más leales, comprometiéndolos con el monarca y entre ellos mismos de por vida. Nicolás Garai estuvo presente junto a Segismundo en el concilio de Constanza en 1414 (en el que se preparó la renuncia del antipapa Juan XIII). Dos años después, en 1416, acompañó a Segismundo (quien era también rey germánico para entonces) a Francia e Inglaterra, y dirigió las negociaciones diplomáticas en este último reino. En 1431 viajó a Núremberg con su rey, y desde allí negoció la paz de Hungría con Venecia.
Se estima que Garai murió en 1433 y el puesto de nádor permaneció vacante hasta 1435, cuando Segismundo nombró a Mateo Pálóczy para que ocupase el cargo. Dos años después lo sustituyó Lorenzo Hédervári, que lo ostentó hasta 1447, cuando fue relevado por Ladislao Garai, hijo de Nicolás.